# Cristian Nápoles
Cristian Atanay Nápoles Urria (né le 27 novembre 1998 à Marianao) est un athlète cubain, spécialiste du triple saut.

## Carrière
Il porte son record personnel à 16,45 m le 15 mai 2015 à La Havane.
Il remporte le titre de champion du monde cadet à Cali en juillet 2015. En 2016, il porte le 17 juin son record personnel à 16,92 m, minima olympique, puis il remporte la médaille d'argent des Championnats du monde juniors à Bydgoszcz, derrière son compatriote Lázaro Martínez.
Le 17 mars 2017, à La Havane, il dépasse pour la première fois de sa carrière les 17 mètres en établissant la marque de 17,27 m (+ 1,6 m/s). En août, toujours âgé de 19 ans, il termine 4e des championnats du monde de Londres avec 17,16 m, à 3 centimètres du podium complété par Nelson Evora.
Le 13 février 2018, il réalise 17,02 m à Liévin, record personnel en salle. Deux jours plus tard, il s'impose lors de l'ultime étape du circuit mondial en salle de l'IAAF à Toruń avec 16,90 m, performance lui permettant d'occuper la deuxième place ex-aecquo du classement général, derrière Nelson Évora.
Le 2 août 2018, il remporte la médaille d'or des Jeux d'Amérique centrale et des Caraïbes de Barranquilla avec un saut à 17,34 m.
Il se classe 5e des championnats du monde 2019 à Doha avec 17,38 m.

## Palmarès
| Date | Compétition                              | Lieu                               | Résultat | Marque  |
| ---- | ---------------------------------------- | ---------------------------------- | -------- | ------- |
| 2015 | Championnats du monde jeunesse           | Cali                               | 1er      | 16,13 m |
| 2016 | Championnats du monde juniors            | Bydgoszcz                          | 2e       | 16,62 m |
| 2017 | Championnats du monde                    | Londres                            | 4e       | 17,16 m |
| 2018 | Circuit mondial en salle de l'IAAF       | Circuit mondial en salle de l'IAAF | 2e       | détails |
| 2018 | Championnats du monde en salle           | Birmingham                         | 9e       | 16,70 m |
| 2018 | Jeux d'Amérique centrale et des Caraïbes | Barranquilla                       | 1er      | 17,34 m |
| 2018 | Coupe continentale                       | Ostrava                            | 2e       | 17,07 m |
| 2019 | Championnats du monde                    | Doha                               | 5e       | 17,38 m |
| 2021 | Jeux olympiques                          | Tokyo                              | 10e      | 16,63 m |
| 2023 | Jeux d'Amérique centrale et des Caraïbes | San Salvador                       | 2e       | 17,11 m |
| 2023 | Championnats du monde                    | Budapest                           | 3e       | 17,40 m |
| 2023 | Jeux panaméricains                       | Santiago                           | 3e       | 16,66 m |

## Records
| Épreuve     | Épreuve   | Marque  | Lieu     | Date            |
| ----------- | --------- | ------- | -------- | --------------- |
| Triple saut | Plein air | 17,40 m | Budapest | 21 août 2023    |
| Triple saut | En salle  | 17,02 m | Liévin   | 13 février 2018 |